# František Černý (1830–1900)
František Černý, také Franz Czerny (29. března 1830 Chvalkovice – 18. dubna 1900 Petrohrad) byl český hudební skladatel.

## Život
Byl synem učitele v Chvalkovicích. V dětství zpíval v chlapeckém sboru kostela sv. Františka (U křižovníků) v Praze na Starém Městě. Po absolvování gymnázia studoval na varhanické škole, kterou ukončil v roce 1851.
Odešel nejprve na Ukrajinu a vyučoval soukromě hudbu v Umano a v Kremenčuku. V roce 1856 přesídlil do Petrohradu, kde nejprve pokračoval v soukromém vyučování hudby, ale v roce 1862 se stal profesorem obligátního klavíru na petrohradské carské konzervatoři. Vedle toho byl sbormistrem Singakademie a Ruské hudební společnosti. V Ruské hudební společnosti působil i jako dirigent. Získal si značnou oblibu a stal se vyhledávaným učitelem hudby v nejvyšších šlechtických kruzích.
Během svého pobytu v Rusku neztratil kontakt s vlastí. Psal o hudebním životě v Rusku do časopisu Dalibor. Jeho klavírní etudy vyšly v Praze tiskem a pražský Hlahol uváděl na svých koncertech jeho Osm maloruských písní pro mužský sbor.

## Dílo
Komponoval především drobnější klavírní skladby a instruktivní literaturu. Sestavil a vydal sbírku klavírních skladeb různých autorů, Класная библиотека, která se stala základní učebnicí na konzervatořích v Petrohradu i v Moskvě. Kromě toho upravoval ruské lidové písně pro mužské a smíšené sbory.